# Kleines Schloss (Wolfenbüttel)

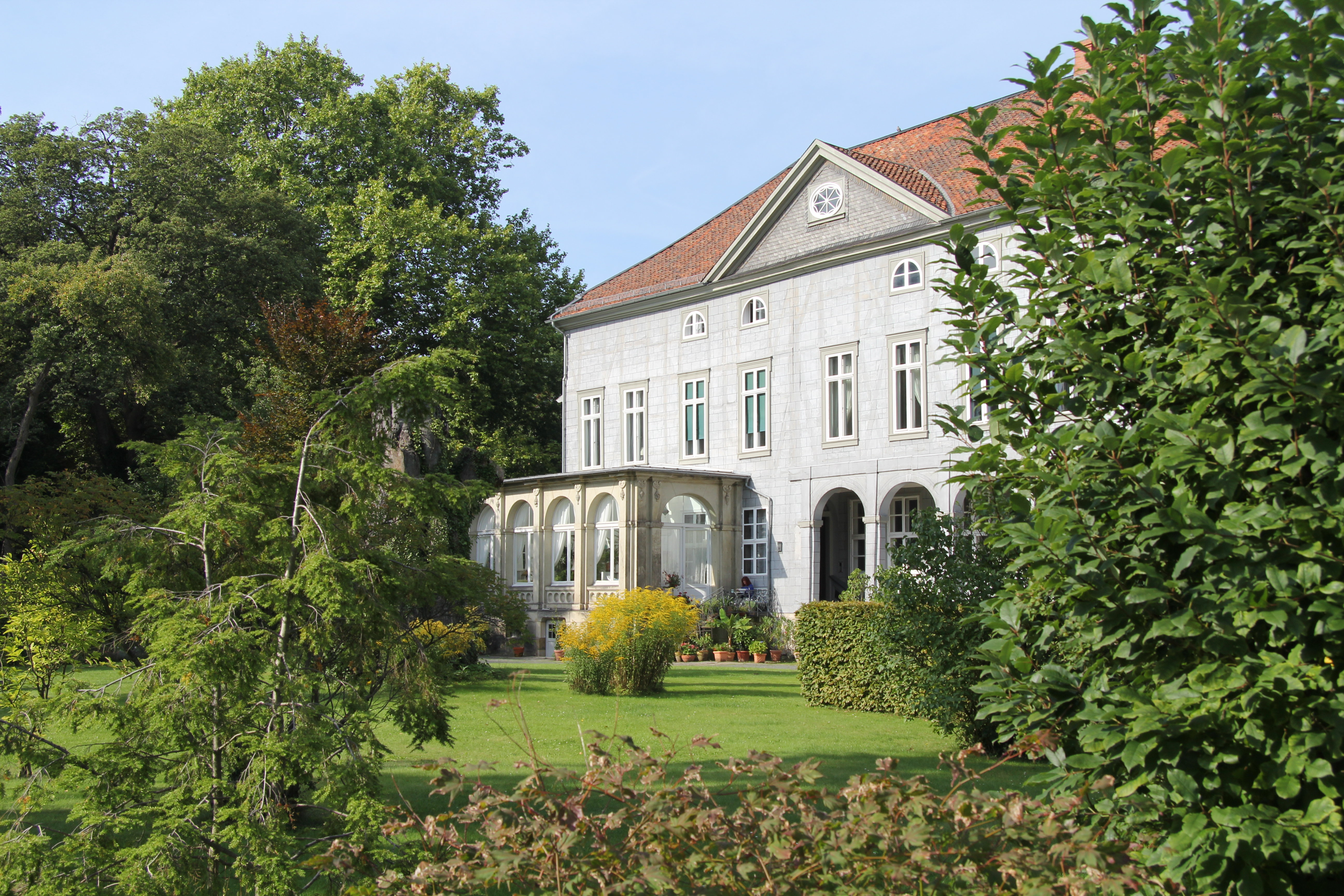
Das Kleine Schloss 2011

Das Kleine Schloss in Wolfenbüttel, auch Bevernsches Schloss genannt, ist ein Barockbauwerk, das sich unmittelbar neben dem Schloss Wolfenbüttel am dortigen Schlossplatz befindet. 
Die Errichtung des Gebäudes datiert auf das Jahr 1643. Über die Jahrhunderte wurde es mehrfach ergänzt, umgebaut und wieder verkleinert. Der heute noch vorhandene zweigeschossige Fachwerkbau mit Mezzanin geht auf das Jahr 1730 zurück und besteht aus dem ursprünglichen Westflügel des Kleinen Schlosses. Seine heutige Gestalt erhielt es im Wesentlichen um 1830.

## Geschichte
Im 17. Jahrhundert ist das Kleine Schloss vornehmlich Wohnsitz der Erbprinzen von Braunschweig und Lüneburg. Von 1687 bis 1712 beherbergt es die von Herzog Anton Ulrich gegründeten Ritterakademie für die Söhne adliger Familien, die Rudolph-Antoniana.

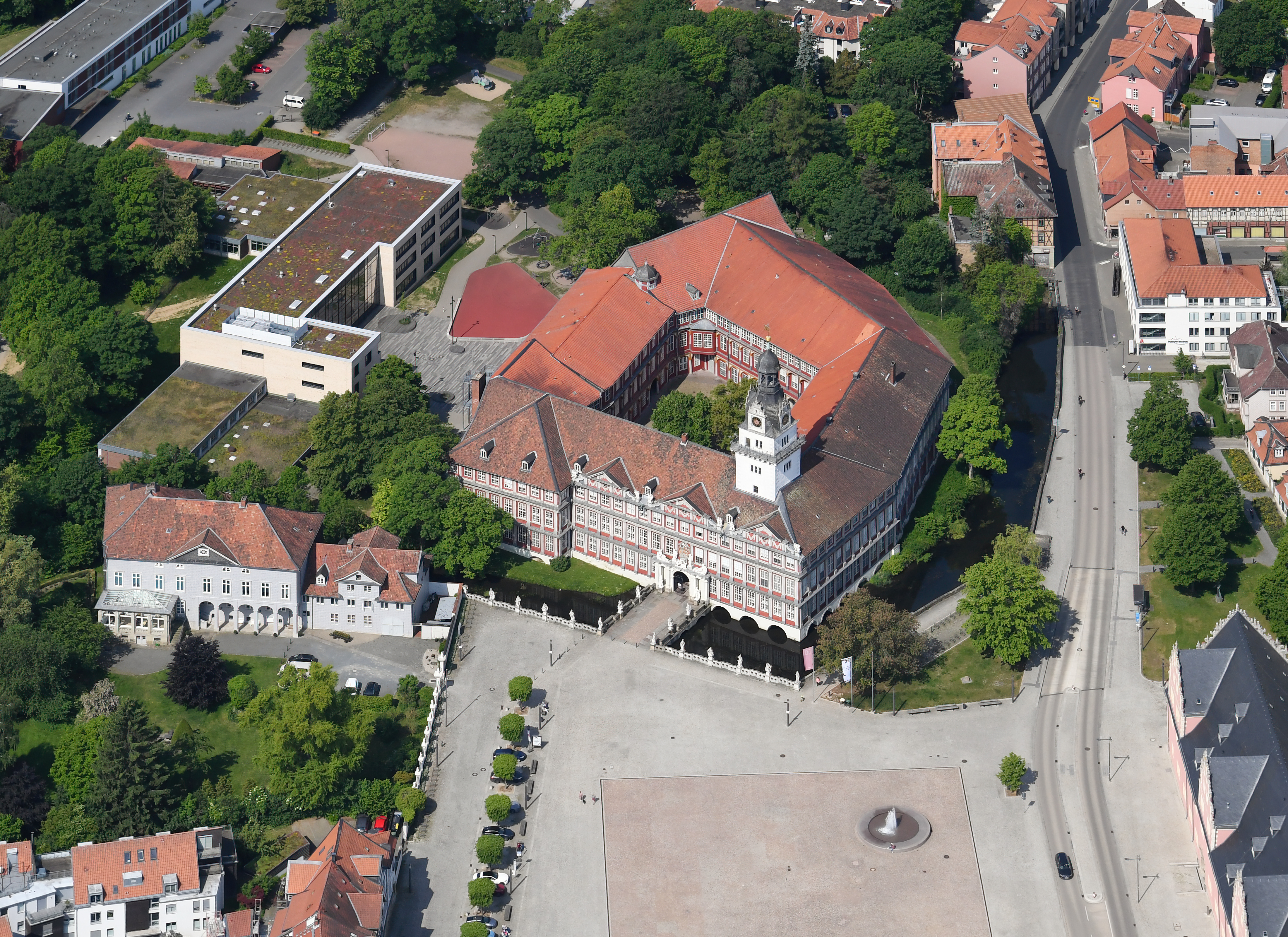
Schloss Wolfenbüttel (rechts). Links des Schlosses Wolfenbüttel: Restflügel des Kleinen Schlosses

Den Namen Bevernsches Schloss erhielt das Gebäude, weil es Herzog Ferdinand Albrecht II. von Braunschweig-Bevern 1723 bis 1735 als Wohnsitz diente. Seine Kinder, unter anderem Elisabeth Christine, die Ehefrau Friedrichs II. von Preußen, wuchsen dort auf. Am 15. Juni 1733 findet in dem im Empire-Stil gestalteten Festsaal des Kleinen Schlosses die Nachfeier der Doppelhochzeit des Erbprinzen Karl – später Karl I. – mit Prinzessin Philippine Charlotte von Preußen und des damaligen Kronprinzen Friedrich von Preußen mit Prinzessin Elisabeth Christine statt.
Nach dem Umzug des herzoglichen Hofs nach Braunschweig wurde das Kleine Schloss im Jahr 1791 an den herzoglichen Minister Droste Raeber von Rodenberg verkauft. Seit dieser Zeit ist es ein privates Wohnhaus.
Um 1830 erwarb die Familie Unger das Gebäude und ließ es komplett umgestalten. Mit Ausnahme eines 1730 erbauten Flügels wurden alle Bauten abgerissen. Der verbliebene Gebäudeteil erhielt eine neue Fassade und damit im Wesentlichen sein heutiges Aussehen.
Nachdem der Bankier Gustav Seeliger das Kleine Schloss 1869 gekauft hatte, ließ er einen Schlosspark im englischen Landschaftsstil anlegen. Noch heute stehen im hinteren Teil des Gartens ein damals gepflanzter Ginkgo- und ein Schwarznussbaum.